# Miltonia
Miltonia (em português: Miltônia) é um género botânico pertencente à família das orquídeas (Orchidaceæ). Foi proposto por John Lindley em Edwards's Botanical Register 23: t. 1976, em 1837, ao descrever a Miltonia spectabilis, sua espécie tipo.

## Etimologia
O nome é uma homenagem ao orquidófilo inglês Charles Wentworth-Fitzwilliam (1786–1857), 5º Conde de Fitzwilliam  e Visconde de Milton, que teve seu nome latinizado para Carolus Excelsus Gulielmulus – “Vicecomes Miltonius”.

## Descrição
Descrito originalmente do leste do Brasil, o gênero Miltonia mais tarde passou a incluir diversas espécies de clima mais frio, do noroeste da América do Sul e outras da América Central. Estas acabaram por serem removidas para outros gêneros, a maioria para Miltoniopsis, hoje considerados mais próximos de Cyrtochilum. As espécies remanescentes são dez. As espécies deste género são por vezes referidas como orquídeas amores perfeitos, mas as flores das Miltoniopsis são as que mais se assemelham aos amores-perfeitos. É muito comum usar esta designação para qualquer dos gêneros, o que pode gerar confusão.
As Miltonia assemelham-se mais a Oncidium do que as Miltoniopsis. A espécie de Miltonia que mais lembra um amor perfeito é Miltonia spectabilis.

## Distribuição
Estas robustas orquídeas epífitas, de crescimento cespitoso, ocorrem desde o nordeste do Brasil até à Argentina. 
Elas habitam tanto as matas mais secas como as úmidas e formam, quase sempre, touceiras respeitáveis, não raro cobrindo troncos e ramos inteiros e largas superfícies. A maioria das espécies ocorre em regiões de clima úmido da Floresta Atlântica. A principal exceção é Miltonia flavescens, que ocorre em florestas mais secas e transicionais, e tem ampla distribuição deste a Bahia até o Paraguai.

## Descrição
As Miltonia apresentam rizoma algo mais curto que as Brassia e Aspasia. Seus pseudobulbos, ovais, alongados, bastante comprimidos lateralmente, são parcialmente recobertos por Baínhas foliares, com uma ou duas folhas no ápice. As folhas são mais estreitas, delgadas e alongadas que as das Brassia. A inflorescência brota das axilas das Baínhas que recobrem os pseudobulbos,  ereta, racemosa, contendo uma flor solitária ou até quinze flores de tamanho médio a grande, bastante duráveis, mais ou menos espaçadas, normalmente vistosas.
As pétalas e sépalas algo parecidas mas diferentes entre si, bastante variáveis em seu formato, em regra eretas, por vezes coniventes. Apresentam labelo inteiro, algumas vezes levemente lobado, em regra muito largo, colorido, e vistoso, desprovido de calosidades, mas podendo apresentar leve engrossamento estriado ou carinífero próximo da base. Sua coluna não tem pé e contêm duas polínias rígidas. As flores possuem um odor suave e exótico.
As Miltonia preferem um clima mais quente e são mais fáceis de cultivar que as Miltoniopsis. Estes dois géneros formam um híbrido x Milmiltonia J.M.H.Shaw.  Existem híbridos naturais entre várias espécies de Miltonia e estas têm sido utilizadas freqüentemente na produção de novidades vistosas.

## Miltonia phymatochila(Phymatochilum brasiliense)

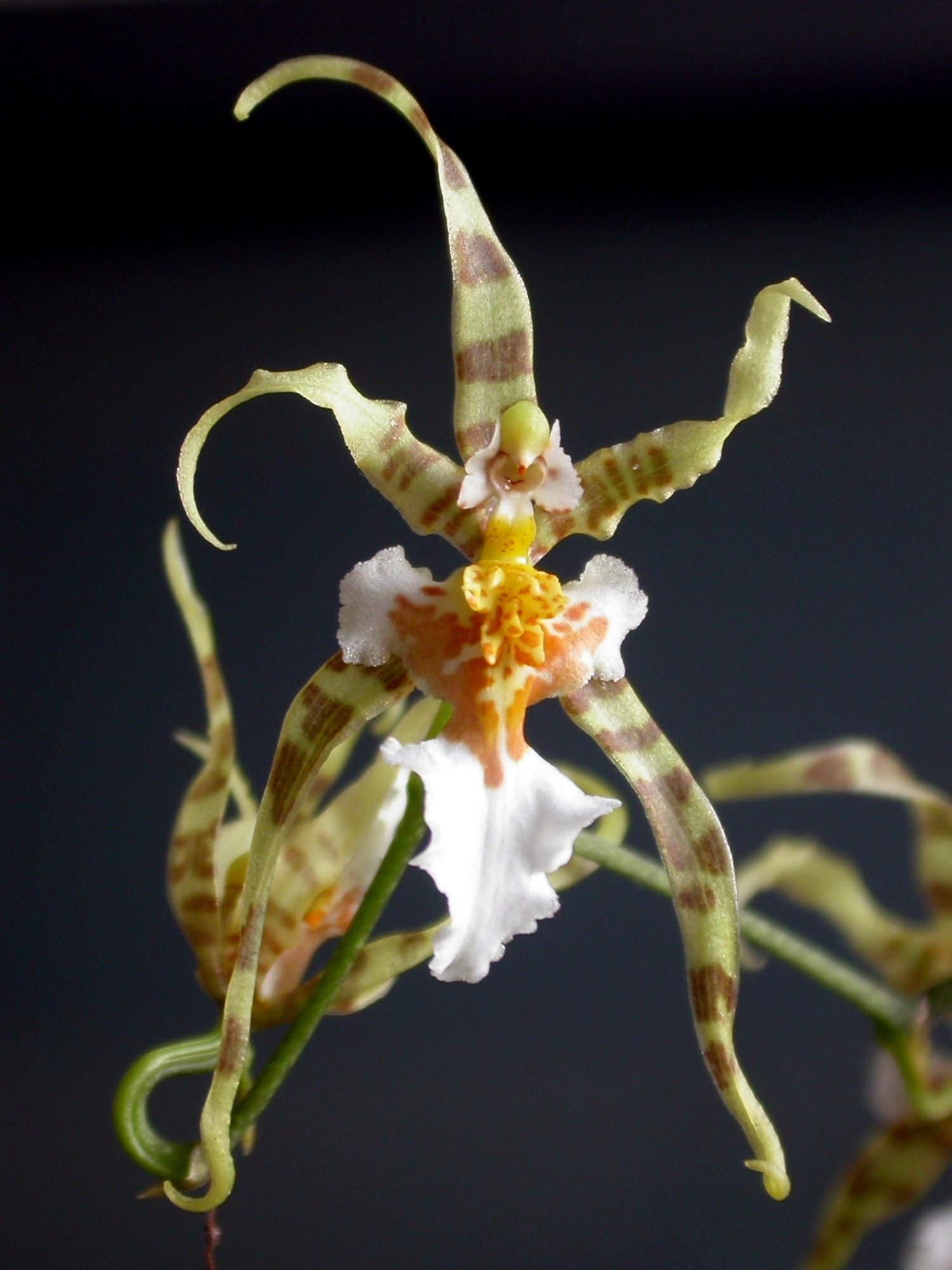
Phymatochilum brasiliense

Em 2001, com base em resultados de análises filogenéticas o gênero recebeu o acréscimo de mais uma espécie, previamente classificada como Oncidium phymatochilum, a ser classificada como Miltonia phymatochila. Esta espécie tem posicionamento filogenético como grupo irmão de todas as espécies subordinadas a Miltonia, e morfologia bastante divergente. Em 2005 Eric Christenson propôs um novo gênero monoespecífico para ela, com a proposta do binômio Phymatochilum brasiliense.
Miltonia phymatochila apresenta pouca semelhança vegetativa com as outras espécies subordinadas a Miltonia. Apresenta pseudobulbos e folhas muito mais robustos. O rizoma é bastante curto e os pseudobulbos agregados, ovóides, curtos, lateralmente comprimidos, mas muito carnosos e fibrosos, arredondados, de cor muito mais escura, com matizes amarronzados,  monofoliados, com folha larga, coriácea e bastante grande, no aspecto geral lembrando muito a vegetação da Maxillaria setigera. A inflorescência é paniculada, muito mais alta que as folhas, com mais de uma centena de pequenas flores espaçadas que a primeira vista lembram Oncidium, porém têm sépalas e pétalas eretas, onduladas, e longamente acuminadas. Essas flores, entretanto lembram em vários aspectos as flores de Miltonia flavescens, e ambas diferem do restante das espécies de Miltonia.

## Anneliesia
Em 1983, Brieger & Lückel propuseram um novo gênero, Anneliesia, para acomodar Miltonia candida, com base no labelo envolvendo a coluna. Posteriormente, Senghas (1997) transferiu mais três espécies para esse gênero (Miltonia cuneata, M. kayasimae e M. russeliana). Entretanto o reconhecimento do gênero não é compatível com os princípios da sistemática filogenética, pois deixaria o restante das espécies como um agrupamento parafilético.

## Espécies
Miltonia Lindl., Edwards's Bot. Reg. 23: t. 1976 (1837). 
- Miltonia candida Lindl. (1838) (Brasil)
- Miltonia clowesii (Lindl.) Lindl. (1840) (Brasil)
- Miltonia cuneata Lindl., (1844) (Brasil)
- Miltonia flava Lindl. (1848) (Brasil)
- Miltonia flavescens (Lindl.) Lindl. (1841) (Brasil à Argentina)
- Miltonia kayasimae Pabst (1976) (Brasil)
- Miltonia moreliana A.Rich. (1848) (Brasil)
- Miltonia phymatochila (Lindl.) N.H.Williams & M.W.Chase (2001) (Brasil)
- Miltonia regnellii Rchb.f. (1850) (Brasil)
  - Miltonia regnellii f. alba (Tessmer) Roeth (2005)
  - Miltonia regnellii f. citrina (Cogn.) Roeth (2005)
  - Miltonia regnellii f. travassosiana (Cogn.) Roeth (2005)
  - Miltonia regnellii f. veitchiana (Cogn.) Roeth (2005)
- Miltonia russelliana Lindl. (1841) (Brasil)
- Miltonia spectabilis Lindl., (1837) (Brasil)

## Híbridos naturais
- Miltonia × bluntii Rchb.f. (1879) (= Miltonia clowesii × Miltonia spectabilis) (Brasil)
- Miltonia × cogniauxiae Peeters ex Cogn. & Gooss. (1900) (Miltonia regnellii × Miltonia spectabilis) (Brasil)
- Miltonia × cyrtochiloides Barb.Rodr. (1877) (Miltonia flavescens × Miltonia spectabilis) (Brasil)
- Miltonia × lamarckeana Rchb.f. (1885) (Miltonia candida × Miltonia clowesii) (Brasil)
- Miltonia × peetersiana Rchb.f. (Miltonia moreliana × Miltonia clowesii) (Brasil)

## Híbridos intergenéricos
- xAliceara (Brassia x Miltonia x Oncidium)
- xAspodonia (Aspasia x Miltonia x Odontoglossum)
- xBakerara (Brassia x Miltonia x Odontoglossum x Oncidium)
- xBeallara (Brassia x Cochlioda x Miltonia x Odontoglossum)
- xBiltonara (Ada x Cochlioda x Miltonia x Odontoglossum)
- xBlackara (Aspasia x Cochlioda x Miltonia  x Odontoglossum)
- xBrilliandeara (Aspasia x Brassia x Cochlioda x Miltonia x Odontoglossum x Oncidium)
- xBurrageara (Cochlioda x Miltonia x Odontoglossum x Oncidium)
- xCharlesworthara (Cochlioda x Miltonia x Oncidium)
- xColmanara (Miltonia x Odontoglossum x Oncidium)
- xCrawshayara (Aspasia x Brassia x Miltonia x Oncidium)
- xDegarmoara (Brassia x Miltonia x Odontoglossum)
- xDerosaara (Aspasia x Brassia x Miltonia x Odontoglossum)
- xDuggerara (Ada x Brassia x Miltonia)
- xDunningara (Aspasia x Miltonia x Oncidium)
- xForgetara (Aspasia x Brassia x Miltonia)
- xGoodaleara (Brassia x Cochlioda x Miltonia x Odontoglossum x Oncidium)
- xMaunderara (Ada x Cochlioda x Miltonia x Odontoglossum x Oncidium)
- xMilpasia (Aspasia x Miltonia)
- xMilpilia (Miltonia x Trichopilia)
- xMiltada (Ada x Miltonia)
- xMiltadium (Ada x Miltonia x Oncidium)
- xMiltarettia (Comparettia x Miltonia)
- xMiltassia (Brassia x Miltonia)
- xMiltistonia (Baptistonia x Miltonia)
- xMiltonidium (Miltonia x Oncidium)
- xMiltonioda (Cochlioda x Miltonia)
- xMorrisonara (Ada x Miltonia x Odontoglossum)
- xNorwoodara (Brassia x Miltonia x Oncidium x Rodriguezia)
- xOdontonia (Miltonia x x Odontoglossum)
- xRodritonia (Miltonia x Rodriguezia)
- xSauledaara (Aspasia x Brassia x Miltonia x Oncidium x Rodriguezia)
- xSchafferara (Aspasia x Brassia x Cochlioda x Miltonia x Odontoglossum)
- xSchilligerara (Aspasia x Gomesa x Miltonia)
- xSegerara (Aspasia x Cochlioda x Miltonia x Odontoglossum x Oncidium)
- xVanalstyneara (Miltonia x Odontoglossum x Oncidium x Rodriguezia)
- xVuylstekeara (Cochlioda x Miltonia x Odontoglossum)
- xWithnerara (Aspasia x Miltonia x Odontoglossum x Oncidium)